# Мшанка (растение)
Мша́нка (лат. Sagína, от лат. sagina — корм) — род цветковых растений семейства Гвоздичные, включает около 20 подтвержденных видов и 80, ожидающих уточнения таксономического положения.
Название рода произошло от того, что Spergula arvesis, разводимая как кормовое растение, называлась у ботаника Маттиаса де Л’Обеля Sagina spergula.

## Ботаническое описание
Однолетние или многолетние низкие травы 15(20) см высотой с прямостоячими, восходящими или отчасти лежачими стеблями, образующими дерновины.
Листья узколинейные до 1,5 мм шириной, сросшиеся у основания в короткое влагалище, без прилистников.
Цветки мелкие 3—10 мм в диаметре, белые, одиночные или в малоцветковых дихазиях, обоеполые, на длинных цветоножках. Чашечка из 4—5 яйцевидных или продолговатых, обычно тупых чашелистиков 1,5—3 мм длиной, с 1—3 жилками, до основания сросшихся. Лепестков 4—5, на верхушке цельные или выемчатые до 5 мм длиной, но часто короче чашечки или иногда полностью отсутствуют. Тычинок 4—10, столбиков 4—5.
Плод — продолговато-яйцевидная коробочка, до основания раскрывающаяся 4—5 створками. Семена почковидные 0,3—0,6 мм длиной, гладкие без придатка.

## Распространение и экология
Ареал рода охватывает умеренный пояс Северного полушария, некоторые виды встречаются южнее, заходя по горам в тропики.

## Классификация

### Таксономия
Sagina L., 1753, Sp. Pl.: 128
Род Мшанка относится к семейству Гвоздичные (Caryophyllaceae) порядка Гвоздичноцветные (Caryophyllales). Кладограмма в соответствии с Системой APG IV по состоянию на декабрь 2023 года:
|  |                                      |  |                                   |                                   |                      |  | ещё 40 семейств |              |              |                                                           |
|  |                                      |  |                                   |                                   |                      |  |                 |              |              | 21 подтвержденный вид и 77 видов, ожидающих подтверждения |
|  |                                      |  |                                   | порядок Гвоздичноцветные          |                      |  |                 |              | род Мшанка   |                                                           |
|  |                                      |  |                                   | порядок Гвоздичноцветные          |                      |  |                 |              | род Мшанка   |                                                           |
|  | отдел Цветковые, или Покрытосеменные |  |                                   |                                   | семейство Гвоздичные |  |                 |              |              |                                                           |
|  | отдел Цветковые, или Покрытосеменные |  |                                   |                                   |                      |  |                 |              |              |                                                           |
|  |                                      |  | ещё 63 порядка цветковых растений | ещё 63 порядка цветковых растений |                      |  |                 | еще 97 родов | еще 97 родов |                                                           |
|  |                                      |  |                                   | ещё 63 порядка цветковых растений |                      |  |                 |              | еще 97 родов |                                                           |

## Виды
- Sagina × normaniana Lagerh.
- Sagina abyssinica Hochst. ex A.Rich.
- Sagina afroalpina Hedberg
- Sagina apetala Ard.
- Sagina caespitosa Lange
- Sagina chilensis Gay
- Sagina decumbens Torr. & A.Gray
- Sagina glabra Fenzl
- Sagina graminifolia Wedd.
- Sagina humifusa Fenzl ex Rohrb.
- Sagina japonica (Sw.) Ohwi — Мшанка японская
- Sagina maritima G.Don — Мшанка приморская
- Sagina maxima A.Gray
- Sagina micropetala Rauschert
- Sagina nivalis Fr.
- Sagina nodosa (L.) Fenzl — Мшанка узловатая
- Sagina pilifera Fenzl
- Sagina procumbens L. typus — Мшанка лежачая
- Sagina sabuletorum Lange
- Sagina saginoides (L.) H.Karst. — Мшанка моховидная
- Sagina subulata (Sw.) C.Presl — Мшанка шиловидная